# Galápagospetrell
Galápagospetrell (Pterodroma phaeopygia) är en utrotningshotad fågel i familjen liror inom ordningen stormfåglar. Den häckar endast i Galápagosöarna, men observeras utanför häckningstid i ett vidare område från västra Mexiko till norra Peru.

## Utseende
Galápagospetrellen är en stor och långvingad petrell, med en kroppslängd på 43 cemtimeter. Den har varierande mängder med svarta markeringar på vita pannan, men är i övrigt mycket lik hawaiipetrellen (P. sandwichensis), så pass att de inte med säkerhet kan skiljas åt till havs. I genomsnitt har gal+apagospetrellen längre vingar, tarser och näbb.

## Läten
Från galápagospetrellen hörs ett tre- eller fyrstavigt "(kee-kee)-kee-kee-koo", med sista tonen utdragen.

## Utbredning och systematik
Arten häckar enbart i Galápagosöarna, på öarna Santa Cruz, Floreana, Santiago, San Cristóbal, Isabela och möjligen fler öar.  Utanför häckningsperioden förekommer den pelagiskt i ett område som sträcker sig från Clipperton Island till norra Peru. Tillfälligt har den påträffats i Panama och Filippinerna. Den har tidigare behandlats som underart till hawaiipetrellen (P. sandwichensis), längre tillbaka även karibpetrellen (P. hastata).

## Ekologi
Galápagospetrellen häckar i fuktiga höglänta områden mellan 300 och 900 meters höjd, i bohålor, i kratrar, lavatunnlar och på sluttningar, oftast nära växter av släktet Miconia. Den livnär sig huvudsakligen av bläckfisk, fisk och skaldjur.

## Status och hot
Arten har en liten population på endast 10 000–20 000 individer och har minskat mycket kraftigt i antal, i alla fall till 1980-talet, till följd av predation från invasiva arter och habitatförstörelse. Sedan dess verkar takten ha avtagit. Internationella naturvårdsunionen IUCN kategoriserar ändå arten som akut hotad.